# 5086 Demin
5086 Demin eller 1978 RH1 är en asteroid i huvudbältet som upptäcktes den 5 september 1978 av den rysk-sovjetiske astronomen Nikolaj Tjernych vid Krims astrofysiska observatorium på Krim. Den har fått sitt namn efter den sovjetisk-ryske astrofysikern Vladimir Djomin (1929–1996).
Asteroiden har en diameter på ungefär fyra kilometer.